# Eurhopalothrix platisquama
Eurhopalothrix platisquama är en myrart som beskrevs av Taylor 1990. Eurhopalothrix platisquama ingår i släktet Eurhopalothrix och familjen myror. Inga underarter finns listade i Catalogue of Life.